# Mycteroperca rubra
Mycteroperca rubra är en art i familjen havsabborrfiskar som finns vid östra Atlantens kust. 

## Utseende
En avlång, från sidorna sammantryckt fisk med stor mun med underbett och en ryggfena som, typiskt för familjen, består av två sammanvuxna delar, den främre hård och enbart med taggstrålar (11 hos denna art), den bakre mjuk, och bara uppbyggd av mjukstrålar (15 till 17). På liknande sätt har den rundade till fyrkantiga analfenan 3 taggstrålar och 11 till 12 mjukstrålar, medan bröstfenorna endast består av mjukstrålar, 16 till 17 stycken. Stjärtfenan är konkav hos äldre fiskar över 50 cm långa, tvärt avhuggen hos exemplar med en längd mellan 20 och 50 cm, och konvex hos ungfiskar. Kroppsfärgen är vanligtvis enfärgat rödbrun; ibland med flera svarta eller ljusgrå fläckar och ett svart streck ovanför överkäken. Ungfiskar har en svart, sadelformad fläck över stjärtfenans spole. Längden är sällan större än omkring 80 cm, men som mest kan arten bli 144 cm lång och väga 49,7 kg.

## Vanor
Mycteroperca rubra är en bottenfisk som lever över sand- och klippbottnar på djup från 15 till 200 m; vanligen håller den sig dock ovanför 50 m-nivån. Ungfiskarna är vanliga i mangroveträsk. Födan utgörs framför allt av fisk och blötdjur (troligtvis i huvudsak bläckfiskar).

### Fortplantning
Arten är en hermafrodit med könsväxling, som börjar sitt liv som hona. Denna blir könsmogen vid en ålder av 4 till 5 år, och en längd av 27 till 32 cm. Vid 9 års ålder (en längd omkring 53 cm) byter den kön till hane. Leken i Medelhavet sker under senvåren.

## Betydelse för människan
Mycteroperca rubra är föremål för ett mindre kommersiellt fiske; den saluföres vanligen färsk.

## Utbredning
Utbredningsområdet omfattar östra Atlantens kuster från Portugal över Medelhavet till södra Angola; med undantag för Senegalkusten är arten inte särskilt vanlig. Dess utbredning kring olika Atlantöar är ännu osäker; man har kunnat konstatera att den i flera fall förväxlats med Mycteroperca fusca.